# Lengericher Tunnel

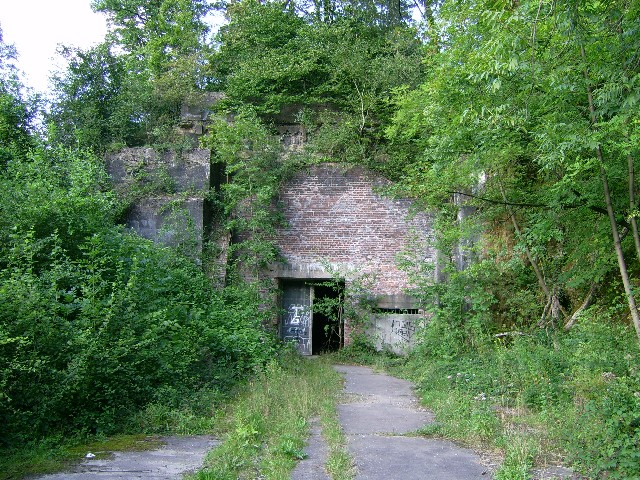
Portal der ersten Tunnelröhre

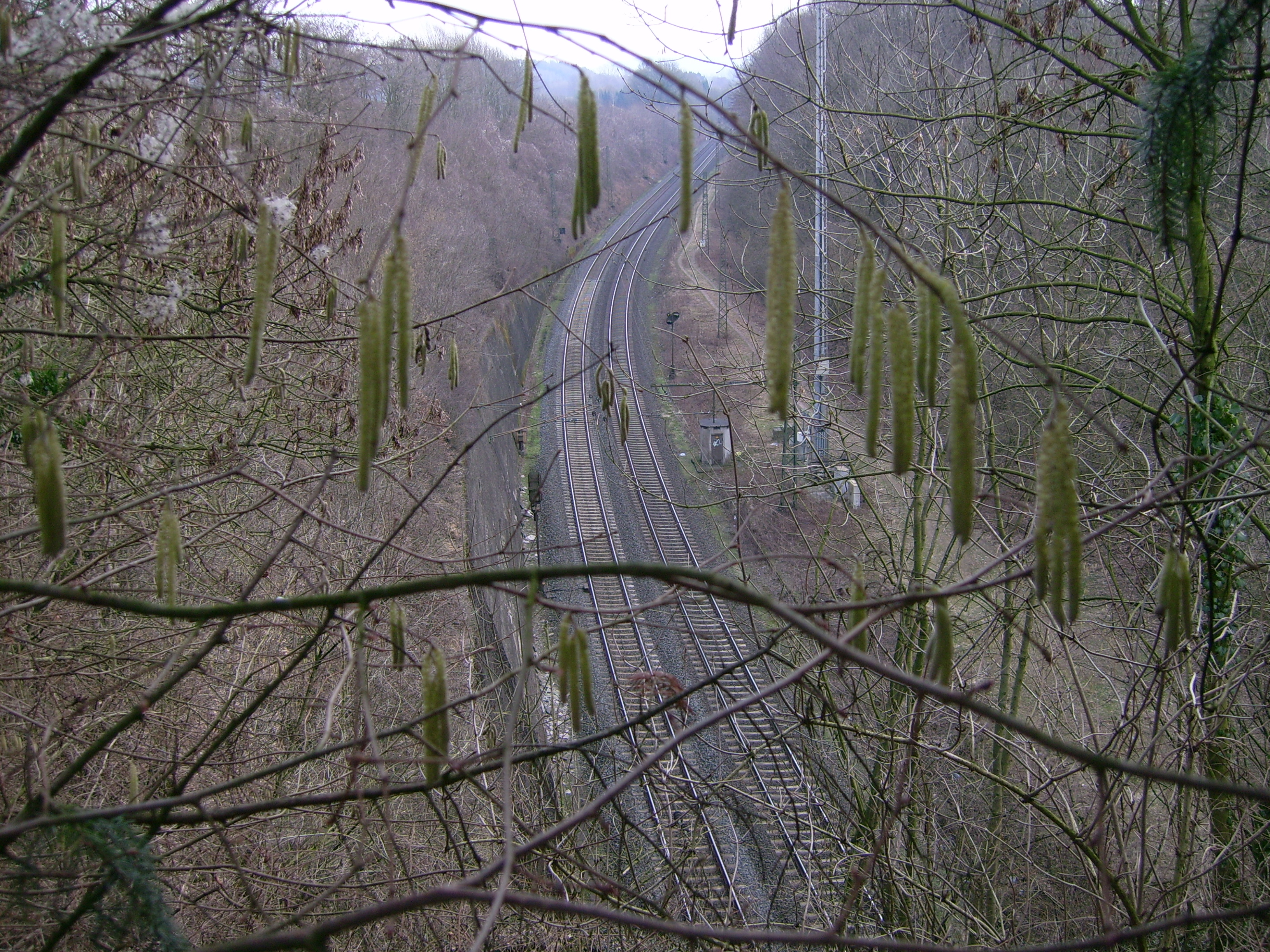
Tunneleinfahrt an der Nordostseite

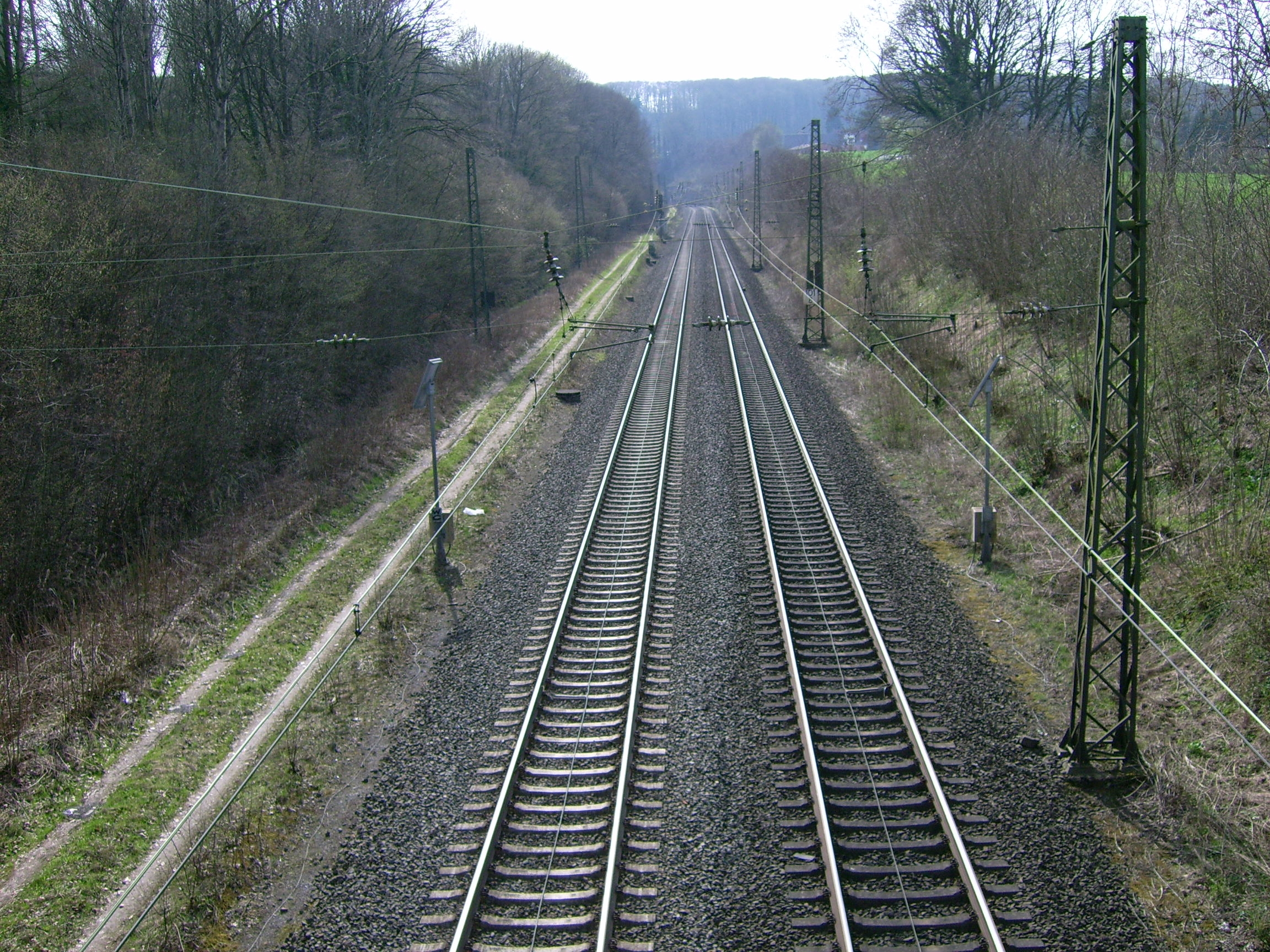
Zufahrt zum Lengericher Tunnel auf der Nordostseite

Durch den 581 m langen Lengericher Tunnel führt die Bahnstrecke Wanne-Eickel–Hamburg bei Lengerich. Der Tunnel stellt in mehrfacher Hinsicht eine Besonderheit dar: Zum einen ist der Lengericher Tunnel der nördlichste Eisenbahntunnel Deutschlands, der unterhalb eines Gebirges verläuft. Zum anderen stellt eine seiner beiden Tunnelröhren eine Investitionsruine dar.
In den 1920er Jahren sollte die Bahnstrecke vom Ruhrgebiet nach Hamburg auf insgesamt vier Gleise ausgebaut werden. Im Zuge der Vorarbeiten wurde der bereits vorhandene 765 m lange und von der Cöln-Mindener Eisenbahn-Gesellschaft unterhalb des Teutoburger Waldes erbaute Tunnel durch das heutige parallel verlaufende Bauwerk ersetzt. Den ursprünglichen Tunnel setzte man instand und legte ihn anschließend still, um ihn in den folgenden Jahren für die beiden zusätzlich geplanten Gleise zu nutzen. Der Zweite Weltkrieg verhinderte den viergleisigen Ausbau der Bahnstrecke, stattdessen wurde im alten Tunnel eine U-Verlagerung unter dem Decknamen „Rebhuhn“ (Projekt A1) eingerichtet. Zu diesem Zweck entstand zwischen 18. März 1944 und 1. April 1945 ein Außenlager des KZ Neuengamme. Die beiden parallelen Tunnel haben eine horizontale Entfernung ihrer Achsen von 29 Metern; in der Vertikalen liegt die neue Röhre etwa einen Meter tiefer als die alte. Wegen des tieferen südlichen Einschnitts ist der neue Tunnel trotzdem kürzer.
Die denkmalgeschützte östliche Tunnelröhre des Lengericher Tunnels existiert noch heute, die Zugänge sind aber wegen Baufälligkeit und akuter Einsturzgefahr verschlossen.